# Declaração de Cantanhede

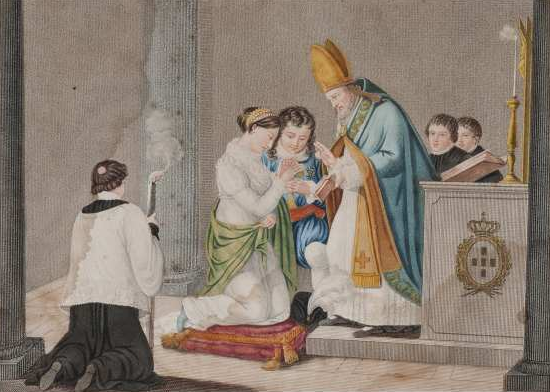
O casamento de D. Pedro e Inês de Castro

A declaração de Cantanhede, feita pelo rei Pedro I de Portugal em 12 de junho de 1360, na igreja de Cantanhede, é o juramento pelo qual o rei declarou ter casado com a dama galega D. Inês de Castro em Bragança, haveria então uns sete anos, em mês e dia de que não se lembrava, em cerimonia religiosa, e secreta, celebrada por D. Gil Cabral, deão da Sé da Guarda e testemunhada por um dos criados do rei.
A declaração foi confirmada em Coimbra em 18 de junho do mesmo ano, pela notificação de D. João Afonso, Conde de Barcelos, a prelados, fidalgos e povo, nos paços da escola de Coimbra. Foram testemunhas Estevão Lobato, seu criado, e o dito D. Gil da Guarda, que era então bispo da Guarda.
Em que pese algumas dúvidas, o motivo principal da declaração de Cantanhede foi legitimar os filhos nascidos desse matrimónio, os infantes Beatriz, João e Dinis.